# Third Text
Third Text è una rivista bimestrale pubblicata a Londra e fondata da Rasheed Araeen nel 1987. La rivista si occupa dei rapporti fra la cultura e l'arte contemporanea e le culture del Terzo Mondo; i temi specifici includono le pratiche artistiche, le teorie cultuali, l'arte non-occidentale, gli artisti della diaspora, le relazioni fra arte e globalizzazione. Con il suo sottotitolo "Prospettive del terzo mondo sull'arte e la cultura contemporanea" ("Third World Perspectives on Contemporary Art & Culture"), "Third Text" ha dato la parola a contributi di intellettuali e artisti internazionali e si è distinta negli anni come una delle più importanti e innovative piattaforme di riflessione critica.

## Storia
"Third Text" nasce a Londra alla fine degli anni Ottanta, collocandosi all'interno del dibattito internazionale animato dagli studi post-coloniali. Il primo numero della rivista esce nell'autunno del 1987. 
La rivista è gestita da "Black Umbrella" (fondata a Londra nel 1984 e divenuta un'associazione nel 2004) e pubblicata da Kala Press fino al 2001, data in cui l'editore britannico Routledge, Taylor & Francis prende in mano la sua pubblicazione e la sua distribuzione internazionale. La rivista nasce con il sostegno dell'Arts Council (poi divenuto Arts Council England). Da un punto di vista organizzativo "Third Text" è gestita da una redazione (Editorial Staff) assistita da un comitato editoriale (Editorial Board) e da un comitato scientifico (Advisory Board). Il comitato direttivo (Board of Trustees) gestisce l'associazione "Black Umbrella", che è a sua volta l'ente che si occupa della gestione di "Third Text".
Nel 2004 la rivista viene invitata a contribuire a The Magazine Project, un progetto centrale della grande mostra quinquennale d'arte contemporanea Documenta 12 di Kassel in Germania (edizione 2007) e nel 2006 la rivista e il suo fondatore Rasheed Araeen ricevono un importante omaggio all'Istituto Nazionale di Storia dell'Arte di Parigi che dedica loro una giornata di studi.
"Third Text" è considerata una pubblicazione scientifica ed è ampiamente citata in saggi universitari. Essendo in inglese, la rivista è nota in particolare nel mondo anglofono, anche se sono state avviate dagli editori iniziative per facilitarne la traduzione e l'accesso. Nel 2003 viene pubblicato nelle Canarie a cura di Orlando Britto Jinorio il numero zero di "Tercer Texto", la versione spagnola di "Third Text", che è stata rilanciata con un progetto specifico nel 2010. Per diffondere i saggi in particolare tra studiosi africani, nel 2009 è stato pubblicato il primo numero di "Third Text Africa" in collaborazione con l'organizzazione sudafricana ASAI; questa edizione a cura di Mario Pissarra mette a disposizione gratuitamente e online una selezione di contributi. Nel 2008 inoltre nasce "Third Text Asia", un'estensione di "Third Text" focalizzata appunto sull'Asia.
Nel 2012 Rasheed Araeen invia a collaboratori e conoscenti un messaggio nel quale li informa dei conflitti in corso con il comitato direttivo (Board of Trustees) e presenta il suo punto di vista sulla situazione e le sue cause. A luglio 2012 il messaggio di Rasheed Araeen viene presentato in una lettera aperta di Mario Pissarra e Lize van Robbroeck pubblicata sul sito di "ASAI Africa South Art Initiative"; la lettera aperta chiede al consiglio direttivo (Board of Trustees) di motivare il licenziamento del fondatore della rivista; oltre 100 persone firmano la lettera manifestando il loro sostegno a Rasheed Araeen. Pochi giorni dopo il consiglio direttivo invia una lettera confidenziale in cui spiega le sue motivazioni. Il comitato editoriale (Editorial Board) della rivista aveva già inviato due lettere al comitato direttivo (che vengono pubblicate sul sito di "ASAI Africa South Art Initiative") e – non riuscendo a far raggiungere un accordo tra il comitato direttivo e Rasheed Araeen – si dimette. Il comitato scientifico di "Third Text" (Advisory Board) manifesta il suo sostegno a Rasheed Araeen e a dicembre 2012 si dimette, tranne tre dei suoi membri; le dimissioni del comitato scientifico (Advisory Board) sono pubblicate anche in un articolo di Stephen Wright, After Third Text, 14/12/2012 in "North East West South",. A dicembre 2012 Rasheed Araeen scrive una lettera di ringraziamento per il sostegno ricevuto del comitato editoriale, dal comitato scientifico e da coloro che chiama i sostenitori di "Third Text"; nella lettera racconta le relazioni della rivista con l'Arts Council England (ACE), come queste sono cambiate nel tempo e la loro ingerenza.

## Approccio
La rivista focalizza la sua attenzione sul contesto globale privilegiando pubblicando saggi che contribuiscono al dibattito critico. "Third Text" non ha mai accettato di essere definita come anti-razzista, multiculturale o postcoloniale. Third Text prende in esame (per smantellarlo) il contesto teorico e storico con il quale l'Occidente legittima ed esercita il suo «diritto alla storia», la sua posizione di arbitro supremo e inappellabile, unico giudice cui spetti il compito di stabilire ciò che è significativo e ciò che non lo è, in campo artistico.
Durante il primo decennio di pubblicazione lo scopo principale della rivista era denunciare la chiusura istituzionale del mondo dell'arte e degli artisti che ne facevano parte. In seguito, come Sean Cubitt ha sintetizzato, l'obiettivo di "Third Text" è diventato l'indagine sul fenomeno dell'assimilazione dell'esotico nei nuovi contesti artistici. Nel 1999 Rasheed Araeen parlando della sua rivista dichiara l'intenzione di "demolire i confini che separano arte e critica d'arte". Scrivere equivaleva per lui ad alzare la voce contro il discorso egemonico del mondo dell'arte che lo aveva classificato come stereotipo etnico, impedendogli di diventare un artista. I contenuti e l'approccio di "Third Text" sono inseparabili dallo sguardo di Rasheed Araeen, tanto che è possibile considerare e analizzare la rivista come un'opera d'arte dello stesso artista e intellettuale. In tutta la sua produzione Araeen segnala un'assenza: condanna un'esclusione deliberatamente operata dall'establishment britannico a danno degli artisti non inglesi. Artisti africani, asiatici e caraibici sono stati condannati all'oblio, sono stati «soppressi dalla storia». Nessuno pare disposto a riconoscere il fatto che molti di loro abbiano partecipato alla costruzione e alla critica dell'attuale scena artistica e che alcuni siano stati addirittura figure centrali nella nascita del modernismo o dell'avanguardismo. Araeen predica una radicale decostruzione, revisione e ridefinizione della storia dell'arte moderna, una rilettura che riempia i silenzi ed eviti i facili esotismi e le ormai più che istituzionalizzate derive multi-culturali o post-coloniali, che lui liquida come appropriazioni edulcorate, ideologiche e strumentali, deformate da una costruzione dell'Altro che risponde ad una percezione monolaterale e predeterminata e ad una altrettanto unilaterale e predeterminata valutazione.
Alcuni numeri della rivista sono tematici e pubblicati come numeri speciali (special issues).
- n. 6, 1989. Magiciens de la Terre.
- n. 8-9, 1989. ‘The Other Story: AfroAsian Artist in Britain'.
- n. 11, 1990. ‘Beyond the Rushdie Affair’.
- n. 12, 1990. Body Politics.
- n. 15, 1991. Art & Immigration.
- n. 18, 1992. Cultural Identity.
- n. 19, 1992. Autobiography.
- n. 20, 1992. Cuba.
- n. 21, 1992. The Wake of Utopia.
- n. 23, 1993. Africa (a cura di Olu Oguibe).
- n. 32, 1995. Contaminations.
- n. 47, 1999. 3W3, Third WorldWide Web (a cura di Sean Cubitt).
- n. 51, 2000. Obscene Powers: Corruption, Coercion and Violence.
- n. 79, 2006. Europe: The Fifties Legacy.
- n. 80-81, 2006. The Conflict and Contemporary Visual Culture in Palestine & Israel.
- n. 83, 2006. Fortress Europe: Migration, Culture and Representation
- n. 85, 2007. The Balkans.
- n. 90, 2008. Turkey: The Space of the Min(d)field.
- n. 91, 2008. A Very Special British Issue.
- n. 93, 2008. Picturing 'Gypsies': Interdisplinary Approaches to Roma Representation.
- n. 94, 2008. Whither Tactical Media?
- n. 96, 2009. Socialist Eastern Europe.
- n. 98, 2009. Media Arts: Practice, Institutions and Histories.
- n. 99, 2009. Art, Praxis and the Community to Come.
- n. 100, 2009. A Vision of the Future.
- n. 102, 2010. Cinema in Muslim societies.
- n. 103, 2010. Beyond Negritude: Senghor’s Vision for Africa.
- n. 108, 2011. The Militant Image: A Ciné-Geography.
- n. 111, 2011. Contemporaneity and Art in Southeast Asia.
- n. 113, 2011. Ruins: Fabricating Histories of Time.
- n. 114, 2012. ‘Bursting on the Scene’: Looking Back at Brazilian Art.
- n. 117, 2012. Not, not Arab.
- n. 120, 2013. Contemporary Art and the Politics of Ecology.

## Collaboratori
Fra i collaboratori più noti di "Third Text" si possono citare Zygmunt Bauman, James Clifford, Jimmie Durham, Jean Fisher, Stuart Hall, Edward Saïd, Gayatri Chakravorty Spivak, Slavoj Žižek, Olu Oguibe, Everlyn Nicodemus, Colin Richards, Gerardo Mosquera, Gilane Tawadros, Olabisi Silva, Cesare Poppi, Christian Hanussek, Okwui Enwezor, Massimiliano Gioni. Un numero speciale di particolare rivilievo, pubblicato nel 1993, riguardava l'arte africana; coordinato da Olu Oguibe, includeva interventi di Ulli Beier, El Anatsui, John Picton e Clémentine Deliss.